# Vallées en Champagne
Vallées en Champagne község Franciaország Hauts-de-France régiójában, Aisne megyében. Új községként 2016. január 1-jén jött létre Baulne-en-Brie, La Chapelle-Monthodon és Saint-Agnan korábbi községek egyesítésével.

## Népesség
| Lakosok száma | 566  | 570  | 570  | 571  | 573  | 581  | 590  |
|               | 2016 | 2017 | 2018 | 2019 | 2020 | 2021 | 2022 |